# پرسپکتیویسم

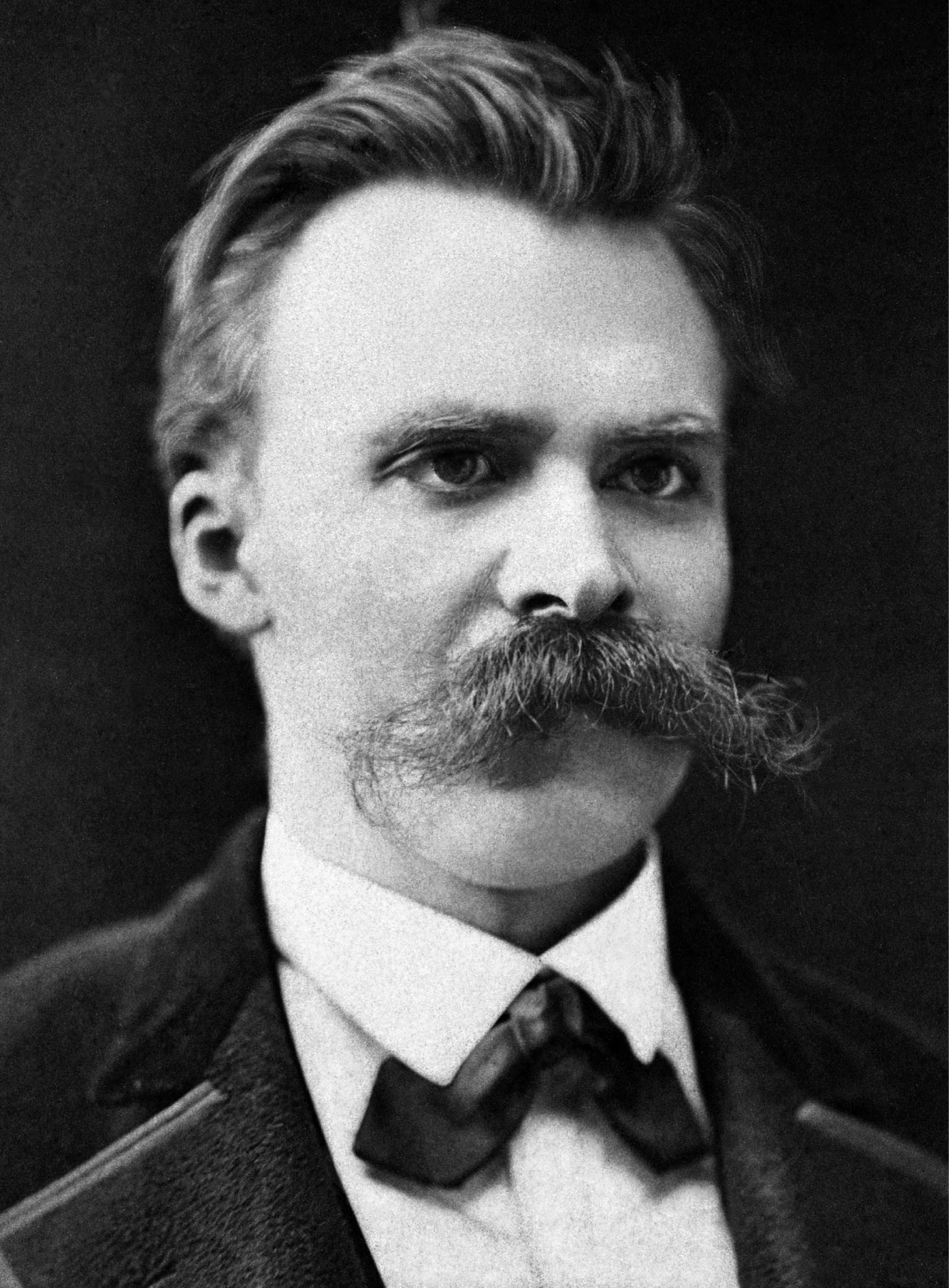
مفهوم پرسپکتیویسم را نخستین بار نیچه به کار برد.

پرسپکتیویسم (به آلمانی: Perspektivismus) که به آن دیدگاه گرایی، چشم‌اندازگرایی ، چشم‌اندازباوری یا منظرگرایی نیز گفته می‌شود. اصلی معرفت‌شناختی است که می‌گوید : ادراک و شناختِ چیزی ، همیشه و همواره به دیدگاه‌های تفسیریِ کسی که آن را مشاهده می‌کنند وابسته است . ادراک و شناخت چیزها همان تفسیرِ چشم‌اندازوارِ ادراک‌کننده و شناسنده است از چیزها. هر کس از چشم‌انداز و منظر خود ، چیزها را ادراک کرده و آنها را می‌شناسد. 
چشم‌اندازگرایی ، چشم‌اندازباوری یا منظرگرایی اصطلاحی است که اولین بار فریدریش نیچه آن را به کار برد و به این دیدگاهِ فلسفی اشاره می‌کند که همه‌ی ایده‌ها از منظری ویژه و خاص برخاسته‌اند . به عبارت دیگر ، نگرش‌ها ، منظرها یا فضاهایِ مفهومیِ بسیاری وجود دارد که قضاوت درباره‌ی حقیقت یا ارزش در آنها صورت می‌گیرد. این معمولاً بدین معناست که هیچ نگاهی به جهان نمی‌تواند مطلقاً « درست و صحیح » باشد.
«پرسپکتیویسم شیوه‌ی مسلط و غالبِ شناخت‌شناسی در زیستِ اندیشگانی و فکریِ معاصر است . پرسپکتیویسم ، دیدگاهی است که می‌گوید که هرگونه‌ شناختی ، از بُن و اساس ، پرسپکتیوی است [ یعنی وابسته به نگر و منظر خاصی است ] ؛ بنا به ادعای پرسپکتیویسم ، دانندگان یا شناسندگان ، هرگز واقعیت را به طور مستقیم آن گونه‌ای که در خود است نمی‌نگرند و نمی‌بینند ؛ بلکه از زاویه‌ی نگرش خود و با پیش‌فرض‌ها و پیش‌داوری‌های خود بدان می‌نگرند و آن را در نظر می‌آورند.
« پرسپکتیویسم در مقام نظر و دیدگاهِ مسلط ، جانشین پوزیتیویسم شد … استدلال پوزیتیویست‌ها این بود که اگر دانشمندان بتوانند خود را از سوگیری‌ها و پیش‌داوری‌های خود خلاص کنند می‌توانند مستقیماً واقعیات امور را دریابند  . »
« توصیف ، نیازمند طرحی است متشکل از واژگان که به وسیله‌ی آن‌ها واقعیت‌ها بازساخته می‌شوند ، و نیز متشکل از اصول مهمی که بر مبنای آن‌ها واقعیت‌ها را می‌توان دست‌چین کرد و به هم ربط داد . » از سوی دیگر ، « هیچ خط فاصل قاطعی میان واقعیت‌ها و نظریه‌ها وجود ندارد . در واقع ، چون واقعیت‌ها آغشته به نظریه هستند ، دقیق‌تر آن است که بگوییم واقعیت‌ها خودشان موجودیت‌هایی نظری هستند ؛ هر چند در سطحی پایین و معمولاً ، از نوع مشاهده‌ای . … درست بر همان وجه که گفته‌های توصیفی ریشه در نظریه‌ها دارند ، نظریه‌ها خودشان هم در دل ساختارهای مفهومی بزرگ‌تر جای گرفته‌اند . »
« توجه کنید که اکنون ما چقدر از پوزیتیویسم فاصله گرفته‌ایم . توصیف‌ها آغشته به مواد و مطالب نظری هستند، و در واقع ، خودشان نظریه‌های سطح پایین به‌شمار می‌روند . نظریه‌های منفرد در دل شبکه‌های نظری جای دارند ؛ و چنین شبکه‌هایی خودشان ریشه در مفاهیم و فرضیاتی دارند که توصیف‌ها و نظریه‌های تبیین‌کننده از آن‌ها برساخته می‌شوند. … بنابراین ، آرمانِ پوزیتیویستیِ شناخت هم‌چون آئینه‌ای از جهان ، هم‌چون چیزی که فقط آنچه را که هست بازتاب می‌دهد ، اما ، خود چیزی در آن وارد نمی‌کند ، آرمانی خطاست . هر گونه‌ شناختی ، نوعی فعالیت ساختمانی است که در آن دانندگان ، صاحبان شناخت یا شناسندگان ، افرادِ سهیم فعالی هستند.» 
نیچه و مارکس جزءِ بی پرواترین فیلسوفان منتقدی بودند که تقریبا تمام فیلسوفان پیش از خود را در معرض انتقاد قرار دادند. مارکس در بند یازدهم از مجموعه‌ی یازده‌گانه‌ی خود بر این باور است که فلاسفه تاکنون به صورت‌های گوناگون به « تفسیر عالم » پرداختند اما از این پس باید به « تغییر عالم » پردازند ( Marx, 1969, 15 ) . نیچه نیز همین وجه را به تمام تاریخ ، متافیزیک ، و اخلاق و دین وارد کرد . البته نقد نیچه به تفسیر عالم ، معنایی متفاوت داشت. نزد نیچه تفسیر یعنی توهم ؛ تفسیر ، تفسیر است نه حقیقت ، زیرا ما در بند پرسپكتیو هستیم . نیچه مدعی است که: « تا آنجا که واژه‌ی « شناخت » شماری دارد ؛ « منظرگرایی » . این نیازهای ماست که جهان را تفسیر می‌کند ، کشش‌های ما و « له » و « علیه »های آنها... هر کششی چشم‌انداز خویش را دارد که در طلب آن است که کشش‌های دیگر را وادار کند که آن را همچون هنجار بپذیرند. »  ( Nietzsche, 1968, 267 ) به نظر نیچه فلسفه تاکنون محصور در « نظر » بوده‌است و اساسا چیزی به نام « شناخت و معرفت محض »  از آغاز امر تا پایان به یک دروغ ، یک حقه ، صورتک یا نقاب ختم می‌شود . نتیجه‌ی این ادعاها ، دروغی بوده است که باعث شده وجودی حقیقی ، مطلق و ازلی ، سوای پرسپكتیوِ محدودِ ما طراحی شود . پروژه‎‌های افلاطونی که در سراسر تاریخ متافیزیک غرب آنچه را که اصلا نیست ( حقیقت مطلق ) ، به جای آنچه هست قرار داده و این همان نیست انگاری است. این حقیقت مطلق در طول تاریخ بارها تغییر کرده‌است ؛ گاهی به صورت خیر مطلقِ افلاطونی ، گاه به صورت قادر متعال ، گاه به شكل جوهر اسپینوزایی یا دکارتی ، روح مطلق هگلی و یا نومن کانتی . نیچه همه را دروغ می‌داند ، زیرا به نظر وی ما نمی‌توانیم جهان را جز از منظر و پرسپكتیو محدود خود ببینیم ، سرانجام بتوانیم جهان را از گمان و ظن خود تفسیر کنیم . نیچه ، کانت را به این دلیل متهم می‌کند که او سرانجام حدود و مرزهای دقیق حس و فاهمه‌ی انسانی را عاجز از شناخت ایده‌ی کلی خدا ، نفس و جهان و به طور کلی نومن و شئ فی نفسه دانست . ولی باز در عقلِ عملی ، خدا را از درِ پُشتی وارد کرد و شناخت را کنار زد تا برای ایمان جا باز کند ( جمادی،  1383،  15 ) . علت این همه انتقاد از طرف نیچه این است که او معتقد است با اینکه محدودیت نگرر ، نظر و نگاه انسانی که سرچشمه و مصدرِ ـ بی‌نهایت ـ تفسیر است ، چرا این فلاسفه ، بناهایی به نامِ حقیقتِ مطلق و نامشروط احداث می‌کنند و مدعی « نظر برای نظر »  و  « شناخت و معرفت محض » هستند . فارغ از انگیزه‌ها ، نیچه به استناد پرسپكتیویسم ، ادعای فلاسفه از افلاطون تا کانت در شناخت حقیقت مطلق ، ازلی و ابدی و قائم به خویش را رد می‌کند و به دنبال انگیزه‌شناسی آنها و ردیابی غایت‌های آنان می‌گردد . به نظر او این انگیزه بیش از هر چیز پوشاندن عجز و ضعف از اراده‌ی قدرت ، در وجه مثبت و آری‌گوی آن است . در نتیجه این فلسفه‌ها صورت قلب شده‌ی خواستِ قدرت ( در وجه منفی ) برای مسلط ساختن کِهتران و ضعیفان بر مهتران . نیچه ، در بحث اندیشه‌ی نقادانه‌اش و انسان‌های مستثناء بوده است . این نگاه ، همان وجه « نه » گو و بت‌شكنی و انسان‌های مستثناء بوده است . این نگاه ، همان وجه « نه » گو و بت‌شكنی است . وجه مثبت و « آری » گویِ فلسفه‌ی وی : « خواست یا اراده‌ی قدرت » ،  « بازگشتِ جاودانه‌ی همان »  و « اَبَر انسان »  و  « صیرورت »  است. نیچه با اعتقاد به پرسپکتیویسم یا منظرگرایی ، بر این عقیده است که معنای یک چیز ( پدیده‌ای انسانی ، زیست‌شناختی یا حتی فیزیكی ) را هرگز نمی‌یابیم ؛ مگر آنكه بدانیم چه نیرویی یا چه خواستی آنرا تصاحب می‌کند و از آن بهره می برد ؛ یا آن را به تصرف و به بیان می‌آورد. یک چیز ( پدیده ) نه نمود است و نه حتی یک پدیدارشدگی ؛ بلكه یک نشانه و علامت است که معنای آن ، در خواست و نیرویی که آن را طلب می‌کند نهفته است . بدین ترتیب نیچه دوگانه‌انگاری یا ثنویتِ متافیزیكی نمود و ذات ، یا رابطه‌ی علمیِ علت و معلولی را با همبستگی « پدیده و معنا » جایگزین می کند. هر نیرویی ، تصاحب مقداری از واقعیت ، استیلا بر آن ، یا بهره‌کشی از آن است. حتی ادراک هم در جنبه‌های متفاوتش بیان نیروهایی است که طبیعت را تصاحب می‌کنند. پس معنای یک پدیده و یا حتی تاریخ آن پدیده ، عبارتست از توالی خواست‌هایی که آن پدیده را به تصرف درمی‌آورند و یا بر سر تصرف آن با یكدیگر می‌ستیزند. بنابراین معنای ابژه یا پدیده‌ای واحد ، بسته به نیروهایی که آن را به تصاحب درمی‌آورند متفاوت و متغیر خواهد بود. پس همواره کثرتی از معناها وجود دارد ، یک منظومه‌ی معنایی ، همتافتی از توالی‌ها و همزیستی‌ها که تابع تأویل و هنر تأویل است ، و هر فرمان‌بُرداری یا انقیاد و چیرگی یا استیلاء ، تأویلی جدید است: « آنچه هست و به گونه‎‌ای در میان آمده است ، هر بار به دست قدرتی برتر ، برای خواستی تازه ، از آن برداشتی تازه می‌شود و از نو با آن خواسته ، سازگار و برای هدف‌های تازه بازسازی و جهت‌دهی می‌شود ؛ زیرا هر رویدادی در جهان ارگانیک ، همانا چیره‌گشتن است و سروری یافتن ؛ و هر چیره‌گشتن و سروری یافتنی ، برداشتی تازه و آراستنی تازه می‌طلبد که در پرتو آن معنا و هدف تاکنونی ، ناگزیر رنگ می‌بازد و یا یكسره محو باید گردد »  ( نیچه،  1390، 97 ) .فلسفه‌ی نیچه در همین کثرت‌گراییِ اساسی فهمیده می‌شود که شیوه‌ای فلسفی از اندیشیدن است. از این رو است که نیچه نه به رویدادهای بزرگ و پرهیاهو ، بلكه به کثرت بی‌سروصدای معناهای هر رویداد باور  دارد. ( نیچه،  1386، بخش دوم، رویدادهای بزرگ ) از نظر او هیچ رویداد ، پدیده ، کلمه و نیز اندیشه ای نیست که معنایش متكثر نباشد . یک پدیده برحسب نیرویی که آن را به تصرف درمی‌آورد ، گاه این و گاه آن و گاه چیز پیچیده‌تری است. همین ایده‌ی کثرت‌گرا ( که یک چیز ، معناهای کثیر دارد و چیزهای کثیر وجود دارند. ) سبب شده تا سنجش پدیده‌ها و معناهای هر یک از آنها ، برآورد نیروهایی که هر لحظه جنبه‌های یک چیز و نسبت آن را با چیزهای دیگر تعریف می‌کند ، به بزرگترین هنر فلسفه یعنی تأویل وابسته شود. تأویل و ارزیابی ، در واقع همان سنجیدن است ؛ بدین معنی که در اینجا انگاره‌ی ذات شاید ناپدید نشود ، اما هر بارمعنایی جدید می‌یابد . ولی همه‌ی معناها به یک اندازه ارزش ندارند بلكه به تعداد نیروهایی که می‌تواند آن پدیده را تصرف کند معنا وجود دارد. بنابراین خودِ پدیده ، خنثی نیست ؛ بلكه با نیرویی که آن را بالفعل به تصرف درمی‌آورد و به آن معنا می‌بخشد، قرابتی کم و بیش دارد ( دلوز،  1391،  30 ) . برای مثال، نیچه در « فراسوی نیک و بد در بحث ماهیت دین » مدعی است که دین معنای واحدی ندارد ، بلكه به نوبت در خدمت نیروهای متكثری درمی‌آید. نیچه می‌پرسد : چه نیرویی است که برای دین ، شانسِ « عمل کردن به گونه‌ای خودفرمان و مستقل »  را فراهم می‌آورد ؟ ( نیچه،  1362،  62) این که کدام نیرو با آن پدیده قرابت بیشتری دارد و کدام یک بر دیگری چیره و مستولی است و تعیین میزان چیزگی یا استیلا ، به هنر تأویل ، ارزیابی و سنجیدن برمی‌گردد . هنری که استفاده از آن از پایه‌ها و ارکان مهم در نگرش « پرسپکتیویسم یا  منظرگرایی » است ، هنر ظریف اما دقیقِ فلسفه یعنی تأویل کثرت‌گرا است ، و نیچه کار این تأویل را به تبارشناس می‌سپارد که هنرش ارزیابی دوپهلویی‌ها است ( دلوز،  1391،  125) . 